# 立花種吉
立花 種吉（たちばな たねよし）は、江戸時代前期の旗本。三池藩主家立花氏分家の一つである立花甲斐守家の祖。戦国武将立花直次の次男。幼名は松千代丸、長じて通称与兵衛と呼ばれた。正室は旗本野一色義重の娘。子は種成、能勢頼栄室、本多時令室。石高700石。

## 生涯
慶長13年（1608年）、当時浪人で宗卜と称した直次の子として誕生。直次は後に徳川秀忠に召し抱えられて江戸幕府旗本となり、慶長19年（1614年）に常陸国筑波郡に5000石を領する。母は筑紫文書では筑紫広門の娘・永雲院とされ、「寛政重修諸家譜」では岡氏とされている。兄弟に三池藩初代藩主となった種次や、伯父宗茂の養嗣子となり柳河藩第2代藩主なった忠茂などがいる。
元和3年（1617年）に父の直次が死去する。元和9年（1623年）11月、大御所秀忠と将軍家光に初めて拝謁する。小姓に列して廩米500俵（500石の知行と同じ）を与えられた。
寛永7年（1630年）12月29日従五位下・甲斐守に叙任される。のちに書院番に移り、寛永9年（1632年）11月5日より進物の事を勤める。寛永10年（1633年）2月7日、200石を加増され、合計700石となったことから、相模国大住郡内に石高700石分の知行地を貰う。
正保2年（1645年）9月19日死去。享年38。法名は宗岐。下谷広徳寺に葬られた。家督は種成が相続した。